# モスキート・コースト
『モスキート・コースト』（The Mosquito Coast）は、ポール・セローが1982年に発表した小説を原作として制作された1986年のアメリカ映画。
ハリソン・フォードとリバー・フェニックスが親子役で共演して話題になった。 

## ストーリー
アメリカの管理された文明社会を嫌悪する発明家のアリー・フォックスは、家族六人で中米のホンジュラスに移住した。そこは、"モスキート・コースト"と呼ばれる未開の密林で、何も無い地に理想の生活を築き上げるというのがアリーの夢だった。
栽培用の種を保存するために氷が必要になり、発明家の才能を発揮して巨大製氷器を作り上げたが、ある日から居座りを続けた武装集団を殺害する際に製氷器が爆発、多量のアンモニアが流出しジャングルを汚染してしまう。ジャングルを出て不安定な生活を続ける一家は、信念を貫こうとする父親に振り回されるようになり、家族の信頼関係は次第に崩壊していくのだった。

## キャスト
- ハリソン・フォード：アリー・フォックス
- ヘレン・ミレン：アリーの妻
- リバー・フェニックス：長男チャーリー
- ジャドレーン・スティール：次男ジェリー
- ヒラリー・ゴードン：双子の娘エイプリル
- レベッカ・ゴードン：双子の娘クローバー
- コンラッド・ロバーツ：現地案内人ハディ
- マーサ・プリンプトン：エミリー・スペルグッド

## スタッフ
- 監督：ピーター・ウィアー
- 原作：ポール・セロー
- 脚色：ポール・シュレイダー
- 音楽：モーリス・ジャール
- 日本語字幕：戸田奈津子